# Américo Manuel Alves Aguiar
Américo Manuel Alves Aguiar (nascut el 12 de desembre de 1973) és un prelat portuguès de l'Església catòlica que és bisbe de Setúbal des del 2023. Va ser bisbe auxiliar del Patriarcat de Lisboa del 2019 al 2023 i va dirigir l'organització responsable de la planificació de la Dia Mundial de la Joventut d'agost de 2023.
El papa Francesc el va nomenar cardenal el 30 de setembre de 2023; es va convertir en el segon membre més jove del Col·legi de Cardenals.

## Biografia
Américo Aguiar va néixer a Leça do Balio a Matosinhos a l'àrea metropolitana de Porto el 12 de desembre de 1973. Va participar en la política electoral en la seva joventut tant a Matosinhos com al municipi veí de Maia, treballant amb membres de l'ajuntament en tots dos. Va ser membre de l'Ajuntament de Matosinhos de 1994 a 1997 com a membre del Partit Socialista. Ha qualificat el seu compromís polític de "gran diversió".
Després d'acabar l'escola mitjana, va ingressar al seminari d'Ermesinde i després va estudiar al seminari major de la diòcesi de Porto i a la secció de Porto de la Universitat Catòlica Portuguesa.
Va ser ordenat sacerdot de la diòcesi de Porto el 8 de juliol de 2001 per Armindo Lopes Coelho, bisbe de Porto.
Va exercir com a rector de São Pedro de Azevedo (Campanhã) del 2001 al 2002; secretari especial del bisbe de Porto, Armindo Lopes Coelho , i rector de la catedral de 2002 a 2004; i vicari general de la diòcesi del 2004 al 2006. El 2014 va obtenir un màster en ciències de la comunicació per la Universitat Catòlica de Portugal, Lisboa.
Va ser president del consell d'administració de Rádio Renascença (Lisboa) des del 2017 mentre continuava prestant serveis pastorals a Porto. El 2017 va esdevenir director nacional del Secretariat de Comunicació Social de l'Església i cap de la Comissió Episcopal de Cultura, Béns Culturals i Comunicacions Socials. Va dirigir la Confraternitat de Sacerdots de la diòcesi del 2011 al 2019.
L'1 de març de 2019, el papa Francesc el va nomenar bisbe auxiliar de Lisboa i bisbe titular de Dagno. Va rebre la seva consagració episcopal de mans del cardenal patriarca de Lisboa, Manuel Clemente, a l'església de la Santíssima Trindade de Porto el 31 de març de 2019. Aleshores era el bisbe més jove de Portugal. El gener de 2023, va elogiar la missa fúnebre del Papa Benet XVI, dient que equilibrava el desig de senzillesa de Benet amb la importància de l'ocasió.
Va dirigir la Comissió per a la Protecció de Menors i Persones Vulnerables del Patriarcat de Lisboa fins al març de 2023, quan la Conferència Episcopal Portuguesa va decidir que només els laics haurien de servir en aquests òrgans. Encapçala la Fundació JMJ, l'organisme responsable d'organitzar la Jornada Mundial de la Joventut a Portugal de l'1 al 6 d'agost de 2023.
El 9 de juliol de 2023, el papa Francesc va anunciar que tenia previst nomenar-lo cardenal en un consistori previst per al 30 de setembre. Aguiar es convertí en el segon cardenal més jove. Va dir que el seu nomenament "té a veure amb la joventut, té a veure amb Portugal, té a veure amb la Jornada Mundial de la Joventut" més que amb ell mateix. Que això resulti en dos cardenals actius de la seu de Lisboa s'ha anomenat "una autèntica novetat" i va provocar especulacions sobre el seu futur a la Cúria pontifícia. En aquest consistori va ser nomenat cardenal prevere de Sant'Antonio da Padova a la Via Merulana.
El papa Francesc el va nomenar bisbe de Setúbal el 21 de setembre de 2023. Va ser instal·lat com a quart bisbe de Setúbal el 26 d'octubre.

## Polèmiques
El juliol de 2023, sent responsable de la Jornada Mundial de la Joventut 2023, va declarar en una entrevista que l'objectiu de l'acte no era "convertir els joves a Crist".
El comentari va provocar una onada de crítiques per part dels fidels, membres del clergat i dels mitjans de comunicació.